# James Brooks (giocatore di football americano 1988)
James Brooks (Flagstaff, 30 novembre 1988) è un ex giocatore di football americano e allenatore di football americano statunitense che ha giocato nel ruolo di defensive lineman.
Dopo aver giocato per due squadre universitarie statunitensi si è trasferito ai tedeschi Cologne Falcons; in seguito ha militato in alternanza nei Kozły Poznań, nei giapponesi IBM Big Blue e nei cechi Prague Lions.